# Straßenbahn Norrköping
Die Spårvägar Norrköping ist die Straßenbahn in der schwedischen Stadt Norrköping.

## Geschichte

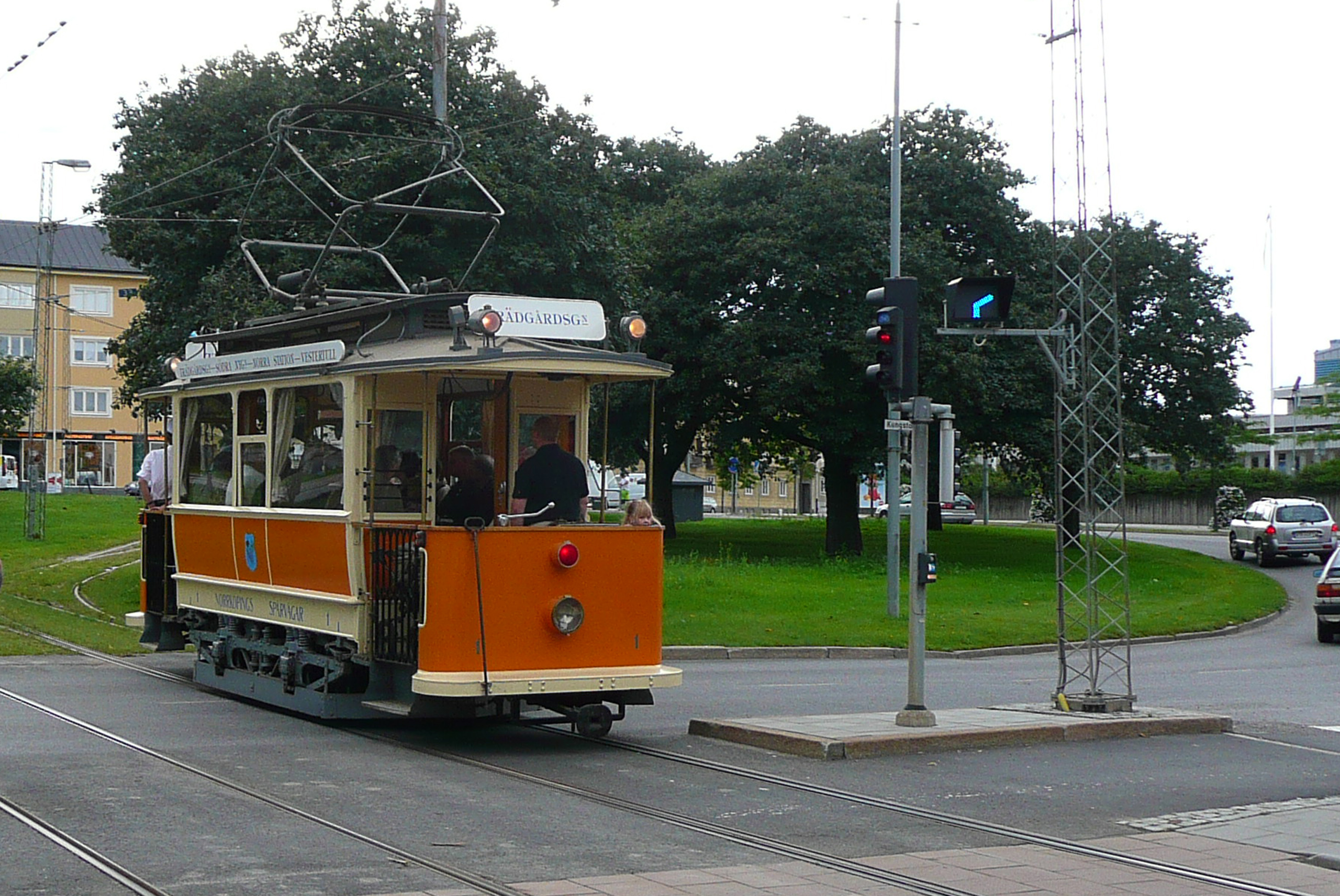
Historischer Wagen 1

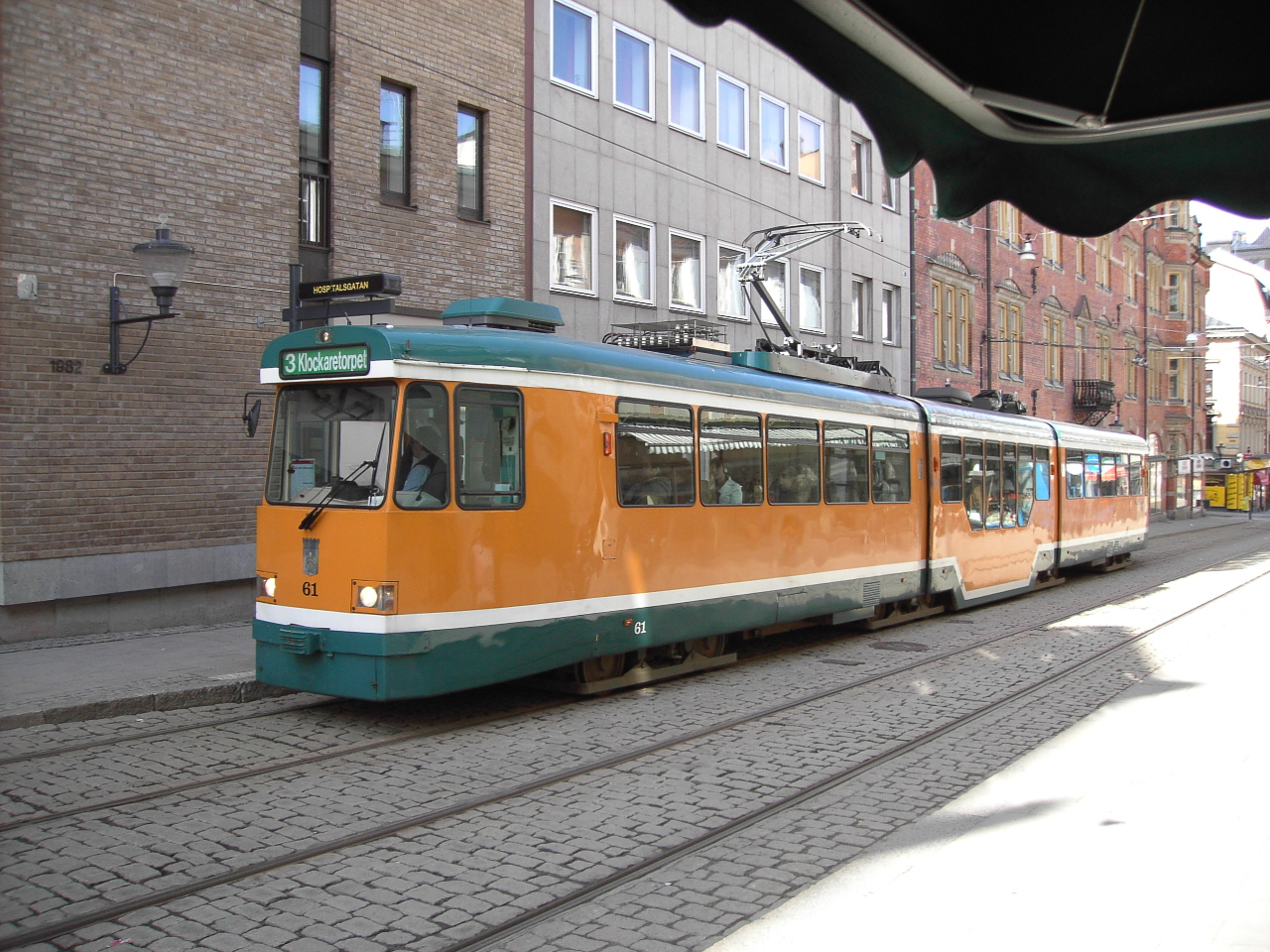
Wagen 61 (2005)

Die Geschichte der Straßenbahn in Norrköping begann am 10. März 1904 mit Eröffnung der ersten Linie. Erste Initiativen hatte es bereits 1880 gegeben, aber die Idee einiger Bürger, eine Pferdestraßenbahn einzurichten, wurde nie realisiert. Der erste Tag war wenig spektakulär, die Bahn kam erst am zweiten Tag in die Schlagzeilen, als sie aufgrund des heftigen Schneefalls den Betrieb schon wieder einstellen musste. Am 24. Dezember folgte bereits eine Verlängerung der Bahn. Am 31. Mai 1906 kamen eine zweite und dritte Linie hinzu. Während die erste Neueröffnung für den dauerhaften Betrieb ausgelegt war, war die zweite nur als Provisorium für eine Kunstausstellung angelegt und wurde nach deren Ende am 30. September desselben Jahres wieder demontiert.
Zwischen 1912 und 1914 erfolgte der zweigleisige Ausbau des gesamten Netzes. Mit der Eröffnung einer weiteren Verlängerung am 31. Juli 1926 richtete die Bahn zwei Linien ein. Am 10. September 1931 folgte mit einer weiteren Neubaustrecke die dritte Linie. Am 15. Juli 1933 wuchs das Netz schließlich ein weiteres Mal.
Während des Zweiten Weltkrieges stiegen die Fahrgastzahlen so stark an, dass auch Straßenbahnwagen, die schon jahrelang nicht mehr im Betrieb eingesetzt waren, reaktiviert werden mussten. Zudem wurden die Fahrzeuge mit geschlossenen Plattformen versehen, um deren Einsatz im Winter zu ermöglichen. Nach dem Krieg folgte eine Umstrukturierung der Bahn. 1948 kamen, nachdem man zuvor schon einige Gebrauchtfahrzeuge erworben hatte, neue Fahrzeuge. Bis zum 5. Oktober 1954 folgten noch einige Änderungen und das Streckennetz erreichte eine Länge von 14,6 Kilometern. Auf ihm wurden insgesamt vier Linien betrieben.
Am 16. November 1956 wurde die erste Linie stillgelegt. Zum Ausgleich wurde beim nächsten Fahrplanwechsel eine andere Linie verlängert. In der Nacht vom 2. auf den 3. September 1967 wurde der gesamte Straßenverkehr in Schweden einschließlich der Straßenbahnen vom Links- auf Rechtsverkehr umgestellt. In den 1970ern und 1980ern folgten noch einige kleinere Veränderungen im Netz.
Die Straßenbahn Norrköping gehört seit 1980, wie der ganze Stadtverkehr, zum Verkehrsverbund Östgöta Trafiken. Im Frühjahr 1993 wurde eine umfassende Untersuchung über den Zustand und die Zukunftsfähigkeit der Straßenbahn durchgeführt. Im Herbst des Jahres beschloss der Stadtrat die Beibehaltung des Straßenbahnbetriebs. Seit der Jahrtausendwende ist die Erweiterung des Netzes in der Diskussion. Dazu gehören der Lückenschluss Norr Tull – Skvallertorget – Väster Tull oder die Verlängerung Söder Tull – Vrinnevisjukhuset.
Es verkehren folgende Linien:
- Linie 1: Museumslinie in den Sommermonaten
- Linie 2: Fridvalla – Eneby – Hagaskolan – Marielund – Norr Tull – Resecentrum – Rådhuset – Östra Promenaden – Söder Tull – Ljura – Trumpetaregatan (Hageby) – Ringdansen – Kvarnberget
- Linie 3: Vidablick – Sandbyhov – Hagaskolan – Marielund – Norr Tull – Resecentrum – Rådhuset – Drottninggatan – Söder Tull – Folkets Park – SMHI – Klockaretorpet

## Fahrzeuge

### Aktuelle Fahrzeuge

#### Baureihe M97

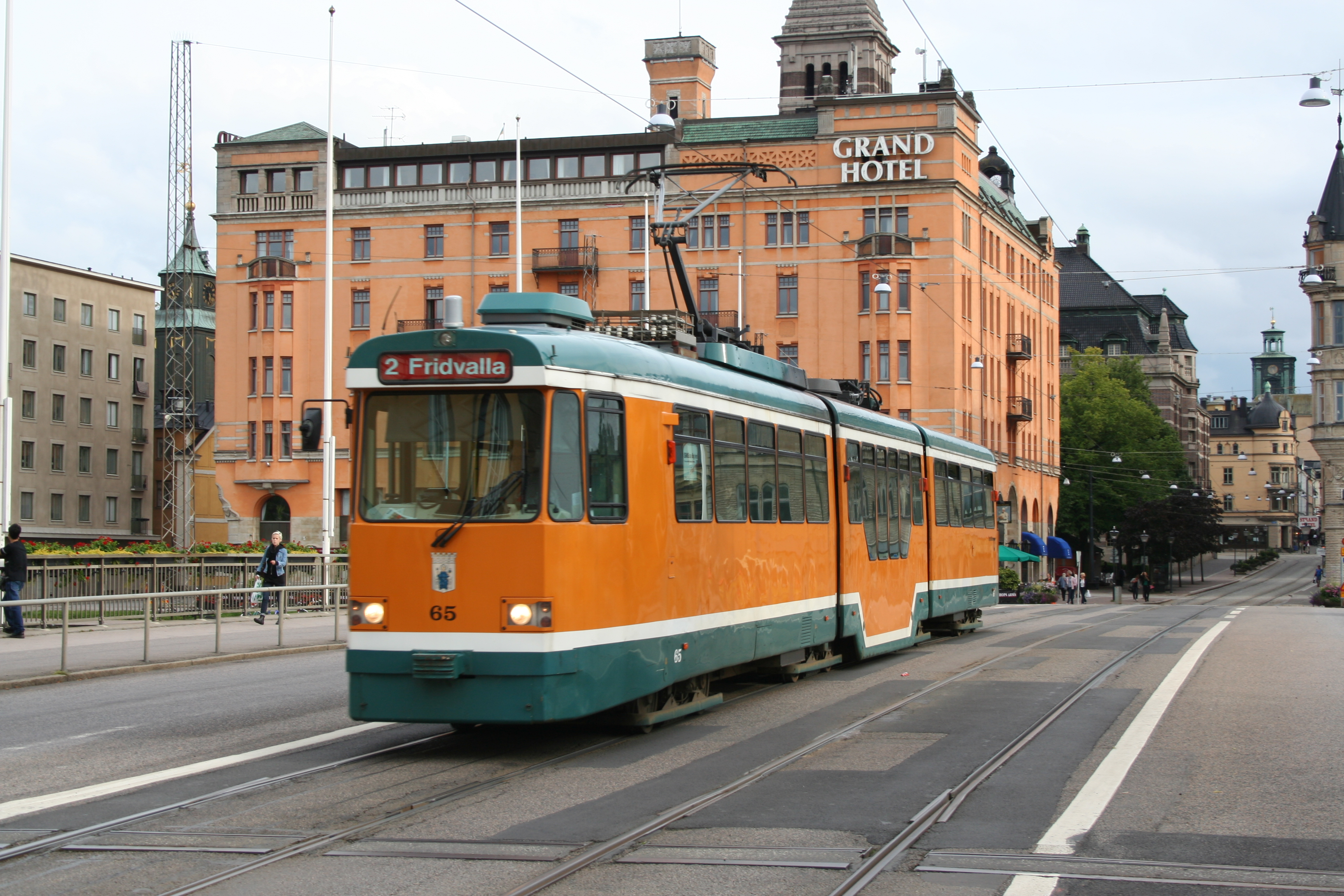
M97 65, 2008

Die Fahrzeuge der Baureihe M97 sind achtachsige hochflurige Einrichtungsfahrzeuge mit Niederflurmittelteil, die zwischen 1966 und 1967 von Duewag ursprünglich für die Straßenbahn Duisburg gebaut und von dieser ab 1994 übernommen wurden, um während der Modernisierung der Fahrzeuge der Baureihe M67 das Fahrtgebot beibehalten zu können. Ab 1997 wurden die Fahrzeuge modernisiert, wobei die Fahrzeuge mit Niederflurmittelteilen sowie einer modernisierten Front ausgestattet wurden. Insgesamt wurden zehn Fahrzeuge beschafft, wovon nach der Ausmusterung eines Fahrzeugs 2017 und der Abstellung eines weiteren Fahrzeuges aktuell acht Fahrzeuge betriebsfähig sind. Daneben ist ein unmodernisiertes sechsachsiges Fahrzeug als Partywagen vorhanden.

#### Baureihe M06
Die Fahrzeuge der Baureihe M06 sind achtachsige niederflurige Zweirichtungsfahrzeuge vom Typ Flexity Classic des Herstellers Bombardier. Anfangs wurden fünf Fahrzeuge geliefert, die zwischen 2006 und 2007 bestellt wurden und von denen drei Fahrzeuge zeitweise nach Stockholm ausgeliehen wurden, wo sie auf der Spårväg City bis zur Auslieferung der von der SL bestellten Fahrzeuge des weitgehend baugleichen Typs A34 eingesetzt wurden. Zwischen 2011 und 2012 wurden 12 weitere Fahrzeuge und 2014 ein weiteres Fahrzeug beschafft. 2020 wurden außerdem aus Stockholm sechs Fahrzeuge übernommen, welche dort nach der Umstellung des Fuhrparks auf Fahrzeuge des Typs A35 überflüssig geworden waren. Insgesamt sind damit 22 Fahrzeuge vorhanden.

### Ehemals eingesetzte Fahrzeuge

#### Zweiachsige Fahrzeuge der Erstausstattung
Als Erstausstattung wurden von ASEA zehn zweiachsige Triebwagen beschafft, die bis 1906 durch acht weitere Fahrzeuge, die durch ASEA und AEG gebaut wurden, ergänzt wurden. Die Fahrzeuge wurden 1951 ausgemustert. Es sind zwei Beiwagen erhalten geblieben.

#### M4
Es wurden 1935 13 Fahrzeuge aus Göteborg beschafft, die ursprünglich 1903 gebaut waren. Die Fahrzeuge waren bis 1951 in Einsatz.

#### M48
Die Fahrzeuge der Baureihe M48 waren zweiachsige Triebwagen, von denen neun Fahrzeuge 1948 von ASEA gebaut wurden. Die Fahrzeuge wurden 1968 ausgemustert und durch Fahrzeuge der Baureihe M67 ersetzt. Es ist kein Fahrzeug erhalten geblieben.

#### M51
Die Fahrzeuge der Baureihe M51 waren vierachsige Triebwagen, von denen neunzehn Fahrzeuge 1951 von ASEA gebaut wurden. Die Fahrzeuge wurden 1968 ausgemustert und durch Fahrzeuge der Baureihe M67 ersetzt. Es ist ein Fahrzeug betriebsfähig erhalten geblieben.

#### M67
Die Fahrzeuge der Baureihe M67 sind vierachsige Einrichtungswagen, die zwischen 1966 und 1967 in einer Anzahl von 25 Stück von ASEA und ASJ gebaut wurden und die Fahrzeuge der Baureihen M48 und M51 ersetzten. Die Fahrzeuge wurden zwischen 1995 und 1996 modernisiert und bis 2011 durch Fahrzeuge der Baureihe M06 ersetzt, wobei einige Fahrzeuge 2010 nochmal aufgearbeitet wurden. Es sind vier Fahrzeuge erhalten geblieben.

#### M98
Die Fahrzeuge der Baureihe M98 waren sechsachsige niederflurige Einrichtungsfahrzeuge, die von MAN und AEG zwischen 1989 und 1991 als Prototypen für den Typ GT6N gebaut wurden. Während das 1989 gebaute Fahrzeug ursprünglich nach Bremen ging wurden die drei 1990 und 1991 gebauten Fahrzeuge nach München geliefert. Die Fahrzeuge wurden zwischen 1998 und 1999 übernommen und bis 2015 eingesetzt. Ab 2012 konnten die Fahrzeuge nur mit eingeschränkter Höchstgeschwindigkeit eingesetzt werden, da dort die Oberleitungsspannung von 600 Volt auf 750 Volt erhöht wurde und eine Anpassung der Software nicht erfolgreich war. Das aus Bremen beschaffte Fahrzeug wurde 2011 nach Bremen abgegeben, wo es als Museumswagen ausgestellt ist.

#### M11
Die Fahrzeuge der Baureihe M11 waren vierachsige hochflurige Einrichtungsfahrzeuge vom Typ T6A2 des Herstellers ČKD Tatra, die ursprünglich 1988 für die Straßenbahn Berlin gebaut wurden und 2011 von dort übernommen wurden, da aufgrund der Eröffnung der Verlängerung nach Ringdansen/Kvarnberget, steigender Fahrgastzahlen, zahlreicher Ausfälle der Baureihe M98 sowie Lieferverzögerungen bei der Baureihe M06, die durch Hochwasserschäden beim Bombardier-Werk in Bautzen, wo die Fahrzeuge hergestellt wurden, verursacht wurden, ein Fahrzeugmangel bestand und weswegen Fahrzeuge zur Überbrückung benötigt wurden. Es wurden insgesamt sechs Fahrzeuge beschafft, die bis 2014 eingesetzt wurden.